# 電子透かし

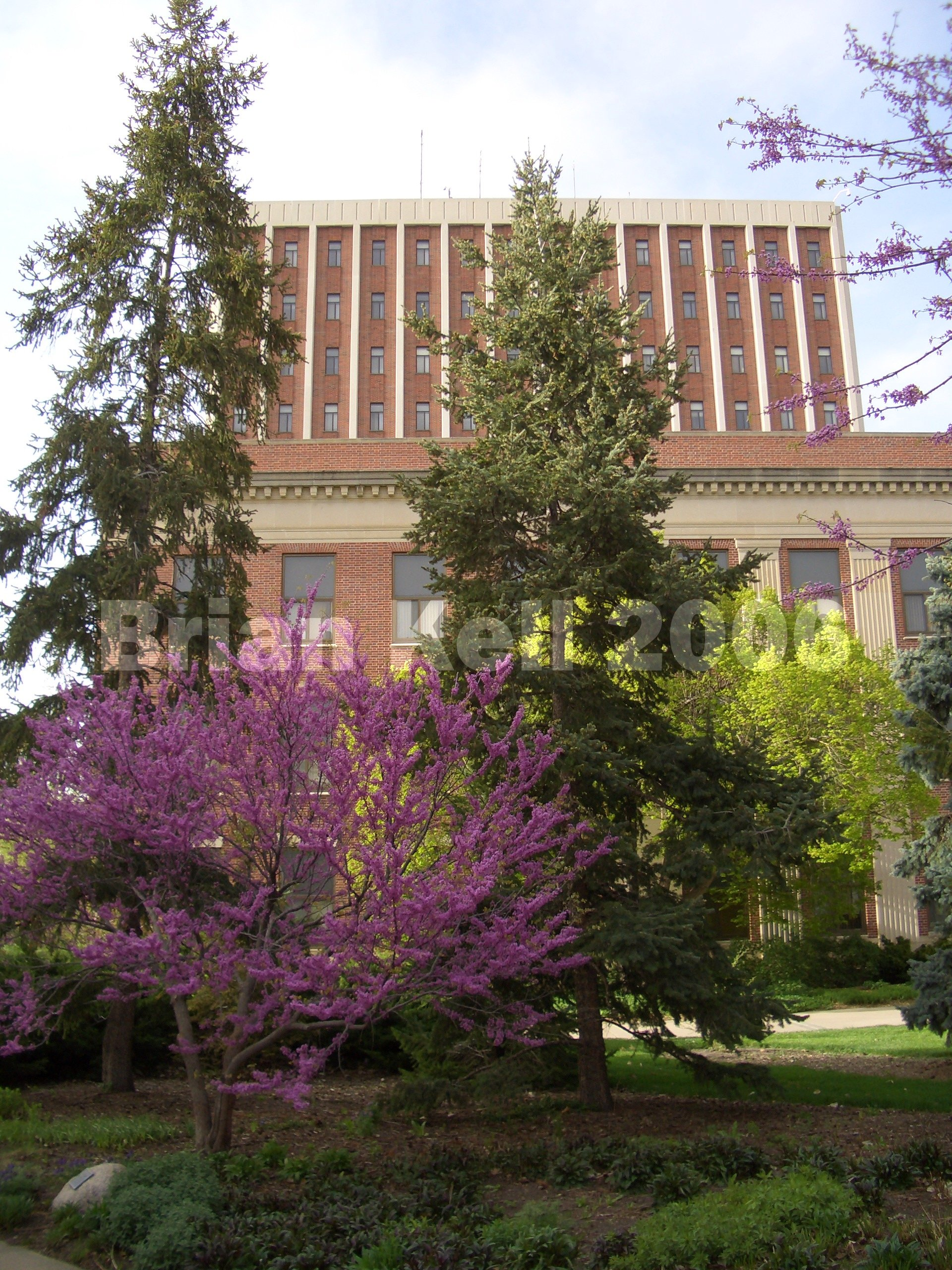
電子透かし（知覚可能型）の例。画像の中央に"2006"という文字列が確認できる。

電子透かし（でんしすかし、英語: digital watermarkもしくはdigital watermarking）は、画像や音楽等のデジタルコンテンツに情報を埋め込む情報ハイディング（データハイディング）技術の一種である。

## 概要
電子透かしには知覚可能型と知覚困難型の2つがあるが、通常は後者の知覚困難型のことを指す。紙幣の透かしとは異なり、見た目には分からないが、検出ソフトを使用することで埋め込まれた情報を取り出すことができる。不正コピーやデータの改竄の検出など、主に著作権保護用途に使われることを想定して、研究開発が続けられている。情報を埋め込むコンテンツには、テキスト、画像、音声、動画、プログラムなどがある。埋め込まれる情報には、著作者名、利用許諾者名、課金情報、コピー可能回数などがある。
コンテンツに電子透かしを付与しても、そのコンテンツに対して再エンコーディングやアナログ変換を行うことで電子透かし部分の情報が失われる恐れがあり、そういった攻撃に強い方式が研究されている。たとえば、2007年11月19日にKDDI研究所が発表した、加工に対して強いMPEGビデオ電子透かし技術MPmarkなどがある。
電子透かしは、ステガノグラフィの応用から生まれた技術であるが、ステガノグラフィとの違いは、埋め込む情報がコンテンツに関係があるかないかという点にある。電子透かしはコンテンツに関係がある情報が埋め込まれるが、ステガノグラフィは通信の隠匿が目的であり、コンテンツはあくまでも情報を隠すものでしかない。

## 印刷物（紙）への埋め込み
2004年11月8日に日立製作所が、電子透かしを印刷時に刷り込むソリューションを販売開始した。ニュースリリースによると、従来の二値画像電子透かし技術では電子透かしの埋め込みによる画質の劣化が避けられず、画像データが少ない文字を主体とした紙書類への電子透かしの埋込みは実現が難しかった。また、コピー時に電子透かしの情報が欠如するなどの問題もあったが、2003年10月に日立が公開した二値画像電子透かし技術を採用することにより、印刷物に画像データが存在していなくとも文字や図に電子透かしを埋め込むことが可能となり、電子データ同様に印刷物の追跡ができるようになった、という。
尚、印刷物（紙）に埋め込むタイプは、電子データを対象としていないことから、電子透かしではなく「地紋透かし」と呼ぶ場合もある。

## 電子書籍への埋め込み
ポッターモアでは、電子書籍に電子透かしを埋め込んで販売している。その他にもAdobe DRMから電子透かしに移行する例が見られる。

## 静止画への埋め込み
フォーカスシステムズなどはイメージデータに埋め込むタイプの電子透かしを販売している。BMP形式、JPEG形式、GIF形式、PNG形式、TIFF形式などに対応し、電子透かしを埋め込まれた画像ファイルに対してフォーマット変換（例：BMPからJPEGファイルに変換）や編集加工（例：画像の一部を切り取りする）などを行っても検出可能で、画像ファイルを印刷したものからも検出可能としている。
静止画に埋め込むタイプの電子透かしでは、タレントの写真を無断複製し販売した著作権侵害事件において、実際に証拠として採用された例もある。
著作権侵害を防ぐために、静止画に電子透かしを入れるプログラムを利用可能である。

## 映像（動画）への埋め込み
2011年7月19日、NHKと三菱電機が共同で、番組映像の情報管理や著作権保護に役立つ電子透かし技術として、高画質のハイビジョン映像のままリアルタイムで映像関連情報を埋め込み／読み出す技術の開発に成功した。また、この技術をベースに三菱電機インフォメーションシステムズ(MDIS)では、ハイビジョン向け「映像電子透かしソリューション」を発表した。これらにより、放送波やケーブルテレビなどで放映されたハイビジョン映像が、リッピングソフトでコピーガードを解除してインターネット上の動画共有サイトにアップロードされた場合でも、放映時点で電子透かしを埋め込んでおくことで不正アップロードを自動検出、抑止することが技術的には可能となった。
2013年、NHKインターナショナル、及びNHKエンタープライズが、放送番組や映像素材の法人向け提供において、映像電子透かしの本格運用を開始した。NHKインターナショナルはNHK放送番組・映像素材の海外での法人向け提供を、またNHKエンタープライズはNHK映像素材の国内での法人向け提供を行っており、映像が契約外で使用（放映、配信、複製など）されることを抑止すべく、あらかじめ電子透かしを埋め込んで提供している。
2013年10月8日には、KDDI研究所などが電子透かし入り動画コンテンツの高速生成技術を開発し、ダウンロードの際にユーザ（コンテンツ購入者）ごとに異なる電子透かし（購入者IDなど）を埋め込んだ動画コンテンツを高速に生成することが可能となった。これにより、配信された動画が違法アップロードされた際には、電子透かしによって不正行為者を容易に特定することができるようになった。ソーシャルDRM（牽制効果による違法行為の抑止）の実現方式として期待されている。
他に、デジタルシネマに準拠した映画館では、映画館内での再撮による盗用を牽制・抑止するために、プロジェクター投影時に電子透かしを埋め込んでいる。
動画に電子透かしを入れるプログラムは大多数の動画編集ソフト、透かし消去ソフト、動画共有サイトへ投稿する時の加工ツール（例えばYouTube）などがある。

## 音声への埋め込み
日本音楽著作権協会（JASRAC）及び日本レコード協会（RIAJ）が音楽ファイルに電子透かしを埋め込み、インターネット上の違法MP3ファイルを発見する実証実験を実施した例がある。
また、主にBlu-ray Discで使われているCinaviaも、音声データに埋め込むタイプの電子透かしである。

## 著作権保護以外の用途
オンラインからオフラインへの消費者の誘導（いわゆるO2O）に応用されている。大日本印刷では、QUEMAや、音に電子透かしを埋め込んでキャンペーンなどの関連情報を配信するサービスを提供している。NTTアイティも同様に、電子透かし入り画像を携帯などのカメラで撮影して、指定したインターネットページへ誘導するソリューションを提供している。NHKも、テレビ信号に画面に関連するサイトのURLを透かし情報として多重し、画面を携帯端末カメラで撮影するとそのサイトを自動表示する技術を発表している。

## 著作権法上の取り扱い
日本の著作権法では、著作物に付された電子透かしを、不正に除去、改変などをすることは、著作権の侵害とみなされる（第113条第3項）。